# Epimelitta barbicrus
Epimelitta barbicrus är en skalbaggsart som först beskrevs av Kirby 1818.  Epimelitta barbicrus ingår i släktet Epimelitta och familjen långhorningar.
Artens utbredningsområde är Paraguay. Inga underarter finns listade i Catalogue of Life.